# 黃耀南 (中國共產黨)
黄耀南（1905年10月—1977年3月），湖南省平江县嘉义镇横江人，中国共产党高级干部。

## 生平
1925年入平江师范学校读书。参加平江县禁止英国煤油的斗争和平江农民运动。
1927年8月加入中国共产党。1927年9月参加秋收起义。1928年参加平江暴动。任中共平江西北工委组织部长、平江县委宣传部长、湘鄂赣省军区秘书长。中共湘鄂赣省委宣传部长。1934年后在红十六军坚持湘鄂赣边游击战争三年。第二次国共合作后，代表湘鄂赣红军下山谈判，1937年底湘鄂赣边红军游击队改编为新四军第一支队第一团。留下担任新四军平江留守处主任（驻嘉义镇）兼中共湘鄂赣特委宣传部长兼统战部长，特委书记涂正坤，举办了12期党员训练班。1939年4月以后，新四军军部为顾全大局把平江留守处改为平江通讯处。1939年6月12日平江惨案发生，湘鄂赣特委书记、新四军上校参议涂正坤当场遇害，黄耀南转移到横江山区处理善后。涂正坤刚领回的新四军驻平江留守处几十人的当月薪俸还没来得及分发，几天后，涂正坤夫人朱引梅设法把一大包法币悉数交给了侥幸脱险的留守处负责人黄耀南。
1939年7月中旬向江西省委汇报平江惨案详情。1939年8月初在平江东坑传达部署成立新的湘鄂赣特委。随后任江西省委组织部部长。后任皖南特委宣传部长。1940年10月中共中央东南分局决定：建立秘密的皖南特委，在新四军军部撤离后，留在皖南坚持斗争，新的特委书记是黄耀南1941年4月新四军第七师组建后，皖南斗争有了依靠，皖南特委机关移到江北无为的白茆洲，李步新任书记，黄耀南任副书记兼新四军第七师五十七团政委。后任皖南地委书记兼新四军第七师皖南支队政委。
解放战争时期,任华东野战军第七纵队第二十旅政委、华东野战军第七纵队政治部副主任、中共华东局国统区工作部副部长、皖江工委书记等职。
1949年后，任华东军政委员会财委人事局长兼机关党委书记、华东军政委员会人事局长、人事部副部长、中共上海市委副秘书长、安徽省人民检察院检察长、中共安徽省委常委兼政法委书记。1960年5月5日至11日安徽省二届人大二次会议召开，会议增选黄耀南等为安徽省副省长。1960年5日至12日，中国人民政协安徽省二届二次会议召开，会议增选黄耀南、吕季方为省政协副主席；黄耀南接替张恺帆任省委外事工作小组组长。1960年11月，经中共安徽省委批准，成立“中国人民政治协商会议安徽省委员会政治学校”（简称安徽政治学校）。校长由省委书记处书记黄耀南兼任。1961年8月8日黄耀南任中共安徽省委书记处书记。1963年3月调中央监委驻华东局监察组副组长。